# Македонска патриотична организация „Костур“ (Форт Уейн)
Македонската патриотична организация „Костур“ е секция на Македонската патриотична организация в Форт Уейн, Индиана, САЩ.
Основана е на 21 ноември 1921 година под името Македонско братство „Костур“ от преселници от Костурско, главно от селата Вишени, Шестеово, Българска Блаца, Бабчор, Тиолища, Черешница и други. Дружеството организира първия конгрес на МПО във Форт Уейн през октомври 1922 година. Към него съществуват женска (1928) и младежка (1929) секции.
Дружеството е активно към 2021 година.
- Телеграма от Македонското братство "Костур" до Обществото на народите, 1922 г.